# يوسوك كيشي (مغني)
يوسوك كيشي (باليابانية: 岸洋佑؛ بالكانا: きし ようすけ) هو مغني ياباني، ولد في 2 يوليو 1993 في يوكوهاما في اليابان.

## وصلات خارجية
- الموقع الرسمي
- يوسوك كيشي على موقع IMDb (الإنجليزية)
- يوسوك كيشي على موقع ميوزك برينز (الإنجليزية)